# Вианней, Жан Батист Мари
Святой Жан Батист Мари Вианней (Иоа́нн Крести́тель Мари́я Вианней) или Кюре (настоятель) из Арса (фр. Jean Baptiste Marie Vianney; 8 мая 1786[…], Дардийи, Лионне, Королевство Франция — 4 августа 1859[…], Ар-сюр-Форман, Вторая французская империя) — католический святой, покровитель приходских священников и исповедников.

## Биография
Жан-Мари родился в деревне Дардийи около Лиона. Время его детства пришлось на французскую революцию; во время якобинского террора и подавления Лионского восстания 1793 года священники преследовались, церкви были закрыты, совершение служб было запрещено, верующие были вынуждены собираться на молитву тайно и молиться в амбарах. Жан-Мари с детства мечтал стать священником и в 1804 г. смог поступить в семинарию в Лионе. Он был плохим студентом, не успевал по философии и латыни, был отчислен из семинарии, принят вновь, но снова провалил экзамены. В конце концов в 1815 г. он был рукоположён после 11 лет обучения.
После рукоположения вначале его назначили викарием небольшого прихода в городке Экюлли. После смерти настоятеля он был назначен настоятелем прихода в деревушку Арс и был им до самой смерти.
Несмотря на малообразованность и отсутствие ярких дарований вскоре он стал очень известен сначала в округе, а потом и по всей стране. Самоотверженная работа в приходе, суровейшая аскеза, яркие проповеди, и, главное, большое количество духовных обращений закоренелых грешников после бесед с Арским пастырем привлекли к нему внимание. В 1827 г. к нему приходило около двадцати паломников ежедневно, а в последние годы жизни их было около ста тысяч в год.
В конце концов власти были вынуждены открыть специальную железнодорожную ветку Лион — Арс для паломников. Жан-Мари Вианнея начали называть «узником исповедальни». В последние двадцать лет своей жизни он проводил в исповедальне в среднем 17 часов в день, начиная исповедовать летом с часа или двух часов ночи, а зимой — с четырёх утра и до позднего вечера и, несмотря на это, ждать своей очереди на исповедь к нему порой приходилось неделю.

## Почитание
Арсского пастыря называли святым ещё при жизни, беатифицирован он был в 1905 г., в 1925 г. папа Пий XI канонизировал его. День памяти святого — 4 августа.

## Sacerdotii Nostri Primordia

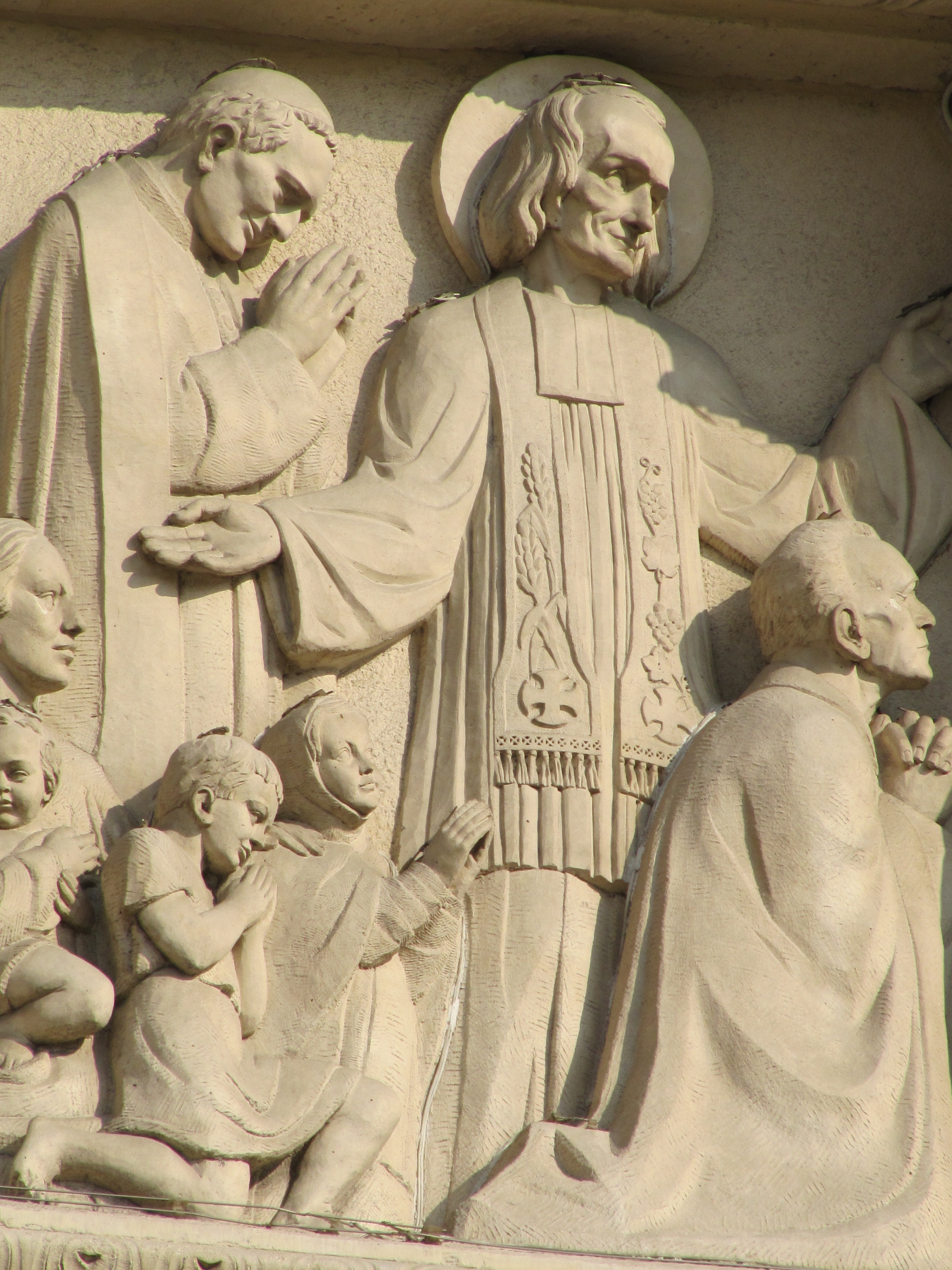
Святой Иоанн Мария Вианней, барельеф на фронтоне базилики Нотр-дам-де-Фурвьер, Лион, Франция

В 1959 году Папа Иоанн XXIII выпустил энциклику «Sacerdotii Nostri Primordia», прославляющую св. Жана Вианнея за различные деяния, в том числе:
- его «добровольное страдание собственного тела», которое «принудило его воздерживаться почти полностью от пищи и от сна, выполнять самые жесткие виды наказаний, и отказывать самому себе с великой мощью души». Вианней занимался этим умерщвлением в виде покаяния за грешников, которым он служил: «я налагаю только маленькую епитимию на тех, кто признает свои грехи должным образом; остальное я выполняю вместо них».
- его жизнь в бедности, «жизнь, которая была почти полностью отделена от переменных, бренных благ этого мира». Энциклика указывает, что Вианней сказал: «Мой секрет прост … отдавать все и не удерживать ничего для себя» и что «Есть много людей, держащих свои деньги втайне от всех, в то время как многие другие умирают от голода».
- его жизнь в целомудрии. Энциклика указывает на слова Вианнея, что «душа, украшенная достоинством целомудрия, не может избежать любви к остальным; поскольку она познала источник и фонтан любви — Бога».
- его жизнь в повиновении, жизнь по такой стезе, что он «зажигал себя как часть соломинки, поглощаемой на пламенных углях».
- его исполнение таинства Покаяния, к которому Вианней относился настолько серьёзно, что сказал: «Столь много преступлений против Бога совершается, что они иногда склоняют нас просить, чтобы Бог изжил этот мир! … Вы должны приехать в город Арс, если вы действительно хотите узнать, что бесконечное множество серьёзных грехов имеется здесь… Увы, мы не знаем, что делать, мы думаем, что нет ничего иного, что можно было бы сделать, чем рыдать и молиться Богу». Энциклика также отмечает то, что Вианней сказал: «Если бы не было истинно невинных душ для того, чтобы угождать Богу и восполнять наши проступки, сколько ужасных наказаний мы должны были бы понести!» В то же время энциклика указывает на то, что Вианней сказал: «Бог быстрее готов простить, чем мать готова выхватить своего ребёнка из огня».

Энциклика также восхвалила жизнь Вианнея в молении, святость, пастырские навыки, осуществление преподавательской службы и т. д.